# Gross Windgällen
Die Gross Windgällen ist ein 3187 m ü. M. hoher Berg der Glarner Alpen im Schweizer Kanton Uri. Er liegt nördlich des Maderanertals und südlich des Schächentals. Zusammen mit der Chli Windgällen (2986 m ü. M.) bildet er den westlichen Eckpfeiler der wuchtigen Bergkette mit Gross Ruchen, Gross Schärhorn und Clariden, welche nach Norden mit steilen mächtigen Felswänden abfällt. Am Fusse der bis zu 900 Meter hohen Nordwand des Gross Windgällen liegt auf 2028 m ü. M. der Seewlisee. Mit neun Hektar Oberfläche und bis zu 20 Meter Tiefe ist er der grösste natürliche Bergsee im Kanton Uri. 

## Erstbesteigung
Die Erstbesteigung erfolgte 1848 durch den populären Urner Führer Josef Maria Tresch-Exer zusammen mit Melchior Tresch. Die geplante Besteigung mit seinem Führergast Georg Hoffmann konnte er zehn Tage danach durchführen.

## Normalroute
Als Stützpunkt für eine Besteigung über den Normalweg dient die südlich gelegene Windgällenhütte (AACZ) auf 2032 m ü. M. Die Route führt über den Stäfelfirn zur Ostwand, durch diese (Kletterei bis zum III. Schwierigkeitsgrad) zum Nordgrat und über diesen auf den Gipfel. Die Gesamtschwierigkeit dieser Hochtour beträgt ziemlich schwierig.

## Namensherkunft
Der Name der Gross Windgällen leitet sich von Gälle, gellen her, was so viel wie heulen, schrill tönen, pfeifen, dem Wind ausgesetzte Stelle bedeutet.

## Quelle
- Der Gross Windgällen auf top-of-uri.ch